# Kanton Solignac-sur-Loire
Kanton Solignac-sur-Loire (fr. Canton de Solignac-sur-Loire) je francouzský kanton v departementu Haute-Loire v regionu Auvergne. Tvoří ho pět obcí.

## Obce kantonu
- Bains
- Le Brignon
- Cussac-sur-Loire
- Saint-Christophe-sur-Dolaison
- Solignac-sur-Loire